# Thermochrous marginata
Thermochrous marginata là một loài bướm đêm thuộc họ Anomoeotidae. Loài này có ở Angola.